# Alert Cove
Die Alert Cove ist eine kleine Nebenbucht des Husvik Harbor an der Nordküste Südgeorgiens. Sie liegt östlich des Kanin Point.
Wissenschaftler der britischen Discovery Investigations kartierten die Bucht 1928 und benannten sie nach dem Motorboot Alert, das von ihnen für Vermessungsarbeiten eingesetzt wurde.